# Vikići
Vikići su naseljeno mjesto u gradu Bihaću, Federacija Bosne i Hercegovine, BiH.

## Zemljopis
Nalaze se oko 10 kilometara sjeverozapadno od Bihaća, u blizini granice s Hrvatskom.

## Stanovništvo

### Popisi 1971. – 1991.
| Vikići             |                |              |              |
| godina popisa      | 1991.          | 1981.        | 1971.        |
| Muslimani          | 1.079 (98,00%) | 972 (97,20%) | 804 (95,60%) |
| Srbi               | 18 (1,63%)     | 5 (0,50%)    | 20 (2,37%)   |
| Hrvati             | 1 (0,09%)      | 0            | 13 (1,54%)   |
| Jugoslaveni        | 1 (0,09%)      | 15 (1,50%)   | 0            |
| ostali i nepoznato | 2 (0,18%)      | 8 (0,80%)    | 4 (0,47%)    |
| ukupno             | 1.101          | 1.000        | 841          |

### Popis 2013.
| Vikići             |              |
| godina popisa      | 2013.        |
| Bošnjaci           | 933 (94,72%) |
| Srbi               | 3 (0,30%)    |
| Hrvati             | 2 (0,20%)    |
| ostali i nepoznato | 47 (4,77%)   |
| ukupno             | 985          |

## Vanjske poveznice
- Satelitska snimka  Arhivirana inačica izvorne stranice od 10. ožujka 2021. (Wayback Machine)